# Trois Mots en passant

Trois Mots en passant est un court métrage français de 18 minutes réalisé en 2015 par Paul Vecchiali et inspiré de l'œuvre de Maupassant, La Martine, publiée en 1883. Ce film est paru en 2016 au festival Côté court de Pantin, au festival du film de Poitiers (Courts d'ici).

## Synopsis
Un jeune homme, Benoît, est amoureux d'une jeune fille, Victoire, mais celle-ci rompt avec lui pour épouser un riche fermier. Le jeune homme prend l'habitude de rôder autour de la maison de Victoire. Un jour, elle est prise des douleurs de l'enfantement et le jeune homme, ayant entendu ses hurlements, force la porte pour aider à l'accouchement... 

## Fiche technique
- Producteur délégué et producteur exécutif : Paul Vecchiali (Dialectik)[5]
- Scénario : Paul Vecchiali, d'après un conte de Maupassant, La Martine
- Directeur de la photo et cadreur : Philippe Bottiglione
- Assistant son : Éric Rozier
- Montage : Paul Vecchiali et Zoé Liénard
- Monteuse son : Zoé Liénard
- Scripte : Léa Yapi
- Musique : Roland Vincent
- Effets spéciaux et effets visuels : Martin Hardouin-Duparc
- Chef maquilleuse : Anne Rivière
- Narrateur : Paul Vecchiali
- Assistante à la réalisation : Anaïs Garnier
- Coproductrice et directrice de production : Laurence Moinereau[2]
- Ingénieur du son et mixeur : Benoît Perraud
- Assistant opérateur : Nicolas Contant
- Décoratrice : Kiowa Le Clec’h[2]
- Costumière : Rachel Newton

## Distribution
- Kiowa Le Clec'h : Victoire[2]
- Simon Hallier : Benoît
- Laurence Moinereau : la mère
- Éric Rozier : l'homme de la forêt

## Autour du film
Ce court métrage a fait l'objet d'un documentaire Autour de la Martine de Pascal Catheland, présenté au festival international de cinéma de Marseille, en 2016.